# بل نانتیتا

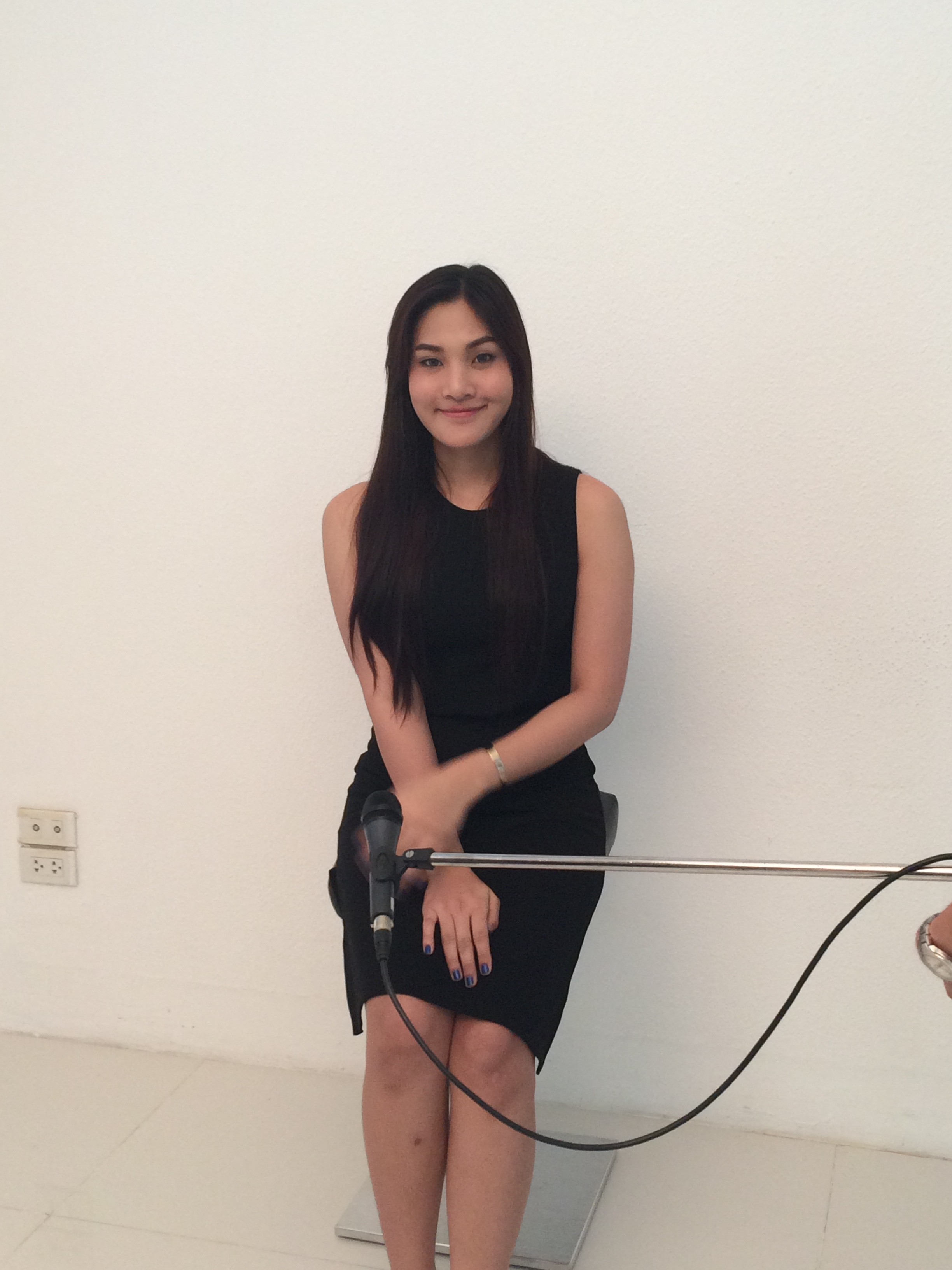

بل نانتیتا ((به انگلیسی: Bell Nuntita)، (به تایلندی:  เบลล์ นันทิตา)) (زاده ۲۰ دسامبر ۱۹۸۳) خواننده، دی‌جی رادیویی زن ترنس تایلندی یا کتو ای است. او پس از اجرایش در مسابقه‌ی استعدادیابی گات تلنت تایلند در ۱۳ مارچ ۲۰۱۱ مشهور شد که در آن مسابقه توانایی خود را در تغییر صدایش از سوپرانوی زنانه به باریتون مردانه نشان داد.و الان فعالیت او در آلمان در استودیو شبح شیطان که این استودیو متعلق به خواننده رپ شاهین نجفی دارد و او آهنگ شر اعظم شاهین را با زبان ترکی که بل نانتیتا خوانده است
که او ب گفته های خودش میگوید زبان ترکی تا زبان تایلندی به شر اعظم شاهین نجفی بیشتر میود

## اوایل زندگی
وی با نام نانتریتا کهامپرینانون (به تایلندی: นันทิตา ฆัมภิรานนท์) در ۲۰ دسامبر ۱۹۸۳ در نکهون راتچاسیما به دنیا آمد. وی از میان سه فرزند خانواده تنها پسر بود. پدرش در ارتش تایلند خدمت می‌کرد و مادرش دستیار پرستار در یک بیمارستان محلی در کورات بود. در شش‌سالگی از هویت جنسیتیاش آگاه شده بود و تنها با دخترها بازی می‌کرد با این وجود، تا قبل از فارغ‌التحصیلی سعی می‌کرد که یک پسر خوش برخورد باشد. با این وجود، پدرش او را به خاطر زنانه بودنش مورد ضرب و شتم قرار می‌داد تا او را به رفتار پسرانه مجبور کند. در مدرسه نیز پسرها از او سوء استفاده می‌کردند و او را إ-تود و کتو ای صدا می‌کردند.
پدر بل می‌خواست که او نیز همانند پدر و پدربزرگش به عضویت ارتش درآید ولی او می‌خواست معلم شود. با این وجود از آنجایی که خانواده‌اش توانایی مالی پرداخت هزینه‌های دانشگاهی او را نداشت، زندگی او را به سمت خوانندگی سوق داد. او که از کودکی آواز می‌خواند و در چندین مسابقه‌ی خوانندگی هم برنده شده، بود، پس از پایان دبیرستان در یک قهوه‌خانه آواز می‌خواند. از همین دوران بود که او شروع به خواندن با دو صدای زنانه و مردانه کرد.
نام مستعار اصلی او «آرت» است. «بل» در حقیقت نام یکی از دوستان وی بود که به دلیل شباهت چهره‌هایشان او نام مستعار خود را به «بل» تغییر داد.
او هنوز عمل تغییر جنسیت انجام نداده است اما امیدوار است که به‌زود امکان مالی آن را پیدا کند.

## فعالیت موسیقایی
در سال ۲۰۰۷ بل در نمایش تلویزیونی‌ای شرکت کرده بود به نام ونوس فلای‌ترَپ در جستجوی قطعه‌ی گمشده (به انگلیسی: Venus Flytrap Search For The Missing Puzzle) که به منظور یافتن جایگزین برای دو عضو ترک‌کرده‌ی این گروه برگزار شده بود. در این برنامه وی به عنوان یکی از دو جایگزین برنده شد و به عضویت گروه کتو ای ونوس فلای‌ترپ درآمد. اما قبل از آنکه از او آهنگی پخش شود قرارداد وی با شرکت پخش‌کننده (سونی) به پایان رسید.

### خوانندگی حرفه‌ای و مسابقه‌ی استعدادیابی گات تلنت تایلند
یک استعدادیاب سرشناس به نام آنوچا (چی) از بل خواست که سعی کند در مسابقه‌ی گات تلنت تایلند شرکت کند. همچنین این ایده‌ی او بود که بل در ابتدا با مخاطب را با صدای دخترانه‌ی خود گول بزند و سپس با صدای مردانه‌اش آن‌ها را شگفت‌زده کند. در ۱ مه ۲۰۱۱ بل که برنده‌ی انتخاب تماشاچیان شد و مورد تمجید داوران مسابقه قرار گرفته بود، به فینال مسابقه راه پیدا می‌کند.
اولین آهنگی که وی در این مسابقه اجرا می‌کند، ترکیب دو آهنگ مشهور تایلندی بود که وی آن را با دو صدای مختلف در دو ژانر مختلف اجرا می‌کند. پس از این اجرا و پخش شدن تصاویر آن در یوتیوب و دیگر سایت‌ها وی به سرعت به چهره‌ای محبوب تبدیل شده و مورد توجه رسانه‌ها قرار گرفته. تصاویر اجرای وی در یوتیوب در عرض یک روز بیش از چهار میلیون بازدیدکننده داشت. وی به چندین گفتگوی تلویزیونی و تلویزیون ملی دعوت می‌شود.
وی در ۱۹ ژوئیه ۲۰۱۱ به مدت دو شب به عنوان اولین اجرای فرامرزی خود، در سنگاپور به اجرای برنامه پرداخت
نانتیتا در رادیو G's Radio 96 FM نکهون راتچاسیما به عنوان دی‌جی کار می‌کند.

## کار بل نانتیتا در استودیو شبح شیطان (شاهین نجفی)
آخرین موزیک بل نانتیتا په نام (สุดยอด) به انگلیسی (Great azim) و خواننده اصلی این موزیک بر گرفته از شاهین نجفی میباشد به نام شر اعظم که بل نانتیتا به زبان ترکی او را پخش کرد.
لینک دانلود آهنگ در ایران :
http://s8.picofile.com/file/8341370226/Bell_Nannita_Share_Azam_Shahin_Najafi_.mp3.html/

## یادداشت
1. ↑  به معنای «فرد مفعول»